# Scott Seiss
Scott Seiss (Baltimore, Maryland, 15 de marzo de 1994) es un cómico, actor y creador de contenido estadounidense, más conocido por sus videos de "Angry IKEA Guy" en TikTok. Se basan en parte en su experiencia como empleado de atención al cliente en IKEA.

## Biografía
Seiss nació en Dundalk, un suburbio de Baltimore, Maryland, en 1994. Seiss se graduó de la Escuela Secundaria Técnica Oriental en Essex y de la Universidad de Maryland en el condado de Baltimore. 

## Carrera
Seiss trabajó en un centro de llamadas de IKEA de 2016 a 2019, lo que le sirvió de inspiración para sus videos. Sus videos de TikTok giran en torno a él, haciéndose pasar por un trabajador minorista irritado y un cliente molesto (conocido coloquialmente como "Karen"). El cliente, que grita algo con lo que está molesto (normalmente no se muestra lo que molesta al cliente). El empleado responde con un comentario sarcástico. Sus TikToks han sido compartidos por Patton Oswalt, LeBron James, Jim Gaffigan y Paul F. Tompkins .
En 2021, Seiss participó en la película Cocaine Bear, dirigida por Elizabeth Banks.
En 2022, se fue de gira por el noroeste del Pacífico. Ha abierto para comediantes como Josh Wolf, Roy Wood Jr. y Bo Burnham.

## Filmografía
- Shortcomings de 2023 como Lamont
- 2023 Cocaine Bear como Tom